# 高能蟹甲草
能高蟹甲草（学名：Parasenecio nokoensis）是菊科蟹甲草属的植物，为台灣的特有植物。分布于台灣本島，生长于海拔2,850米的地区，一般生于山坡林缘。

## 异名
- Cacalia nokoensis Masamune Suzuki